# 城市公园 (维也纳)
位于奥地利维也纳的城市公园（Stadtpark）是一个大型市政公园。它从内城（Innere Stadt）第一区的环城路（Ringstraße）一直延伸到兰德路（Landstraße）第三区的干草市场（Heumarkt/Hay Market）。 该公园被维也纳河（Wienfluss）分为两部分，总面积为65,000平方米（28英亩）。 公园里散落着著名维也纳艺术家、作家和作曲家的雕像，包括汉斯-坎能（Hans Canon），埃米尔-雅各布-辛德勒（Emil Jakob Schindler），约翰-施特劳斯二世（小施特劳斯，Johann Strauss II），弗朗-茨舒伯特（Franz Schubert）和安东-布鲁克纳（Anton Bruckner）。 位于约翰路（Johannesgasse）的豪华Kursalon楼和其可以进入公园的宽敞露台，是广受欢迎的华尔兹音乐会举办地。

## 历史
早在Biedermeier时期卡罗琳城门（Karolinenstadttor）前的缓坡就是广受欢迎的娱乐场地。在拆除城墙开辟戒指路时，当时的市长安德烈泽林卡提议在这片土地上开辟一个公园。风景画家Josef Selleny将该公园设计为英国园林风格，由城市园丁鲁道夫西贝克规划。1862年8月21日公园开幕，成为维也纳的第一座公园。  

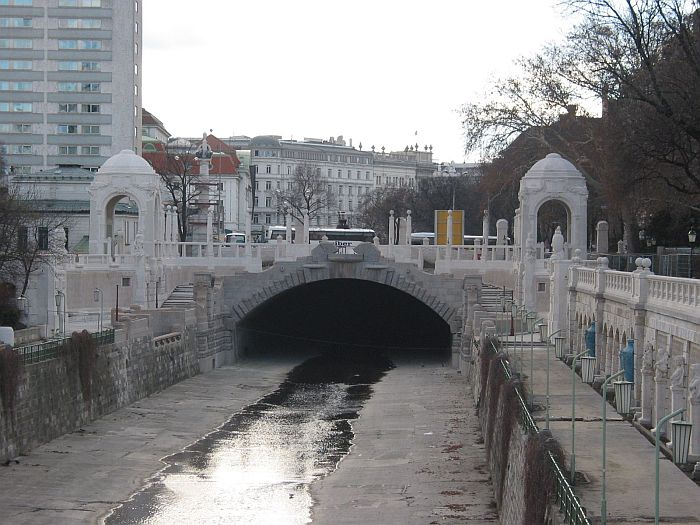
城市公园内的河道

位于维也纳河南岸的儿童公园（Kinderpark）成立于1863年，今天仍然主要作为游乐场和运动场地。卡罗琳桥（Karolinenbrücke）于1857年建成，自1918年起称为城市公园桥（Stadtparkbrücke），连接着河北岸的公园本身。

## 景点

### 库沙龙
1867年5月8日，禁止娱乐这种概念不被接受，于是人们寻求改变。1868年10月15日，小约翰·施特劳斯在这里举办他的第一场音乐会。库沙龙因而成为音乐会和舞蹈的热门地点，特别是在施特劳斯兄弟时代。今日经过一些改造后仍被用于举办舞会、音乐会。里面还有一个咖啡馆-餐厅。

### 纪念物
约翰·施特劳斯的镀金铜像，是维也纳最有名的以及被拍摄最多的纪念物之一。它揭幕于1921年6月26日，框架的大理石浮雕由埃德蒙赫尔默创作。镀金在1935年被取走，1991年再次安装。 
还有其他一些纪念物，例如舒伯特，弗朗兹·莱哈尔，罗伯特·斯托尔兹和汉斯·玛卡特的。城市公园是维也纳纪念碑和雕塑最多的公园。

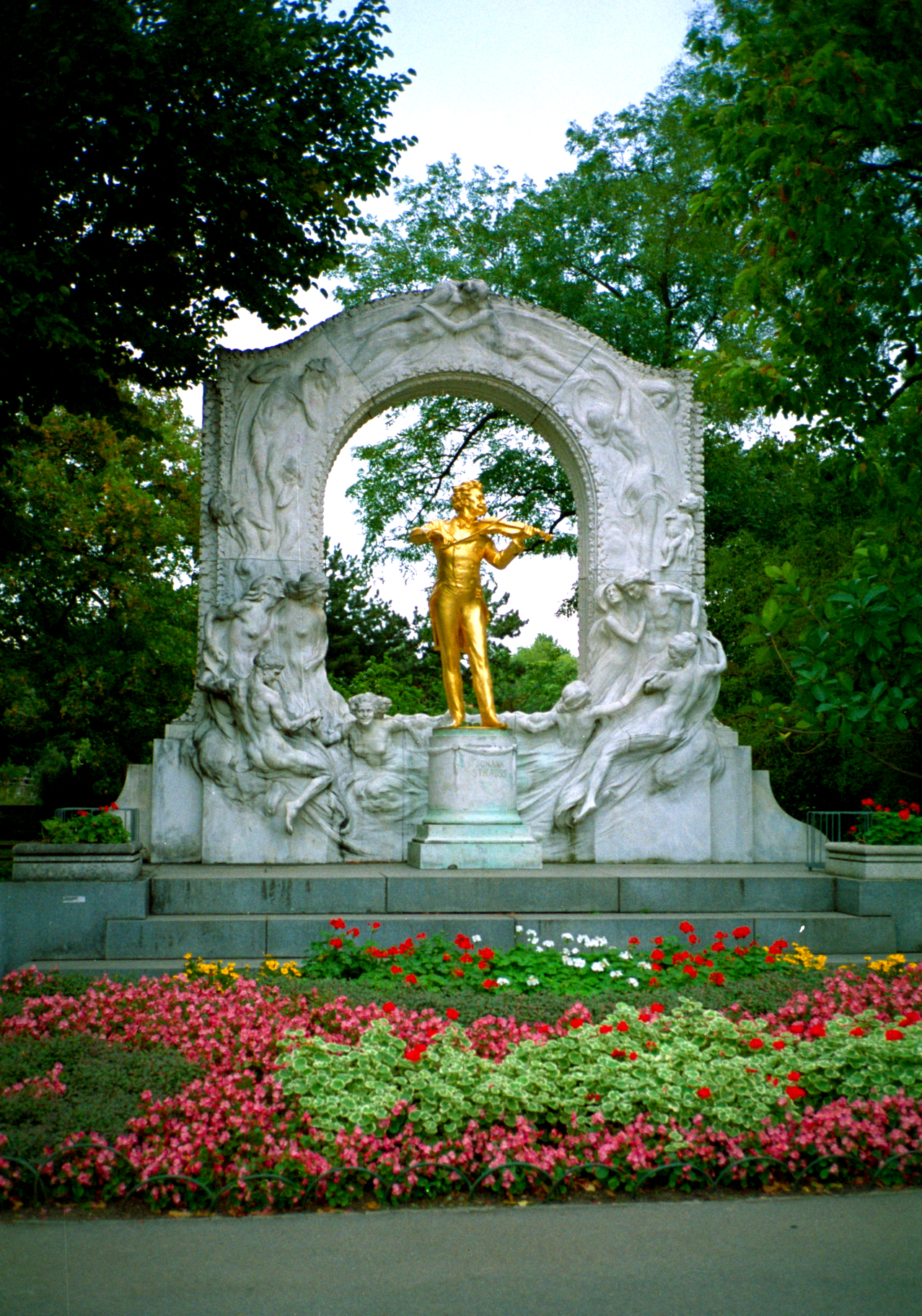
约翰·施特劳斯
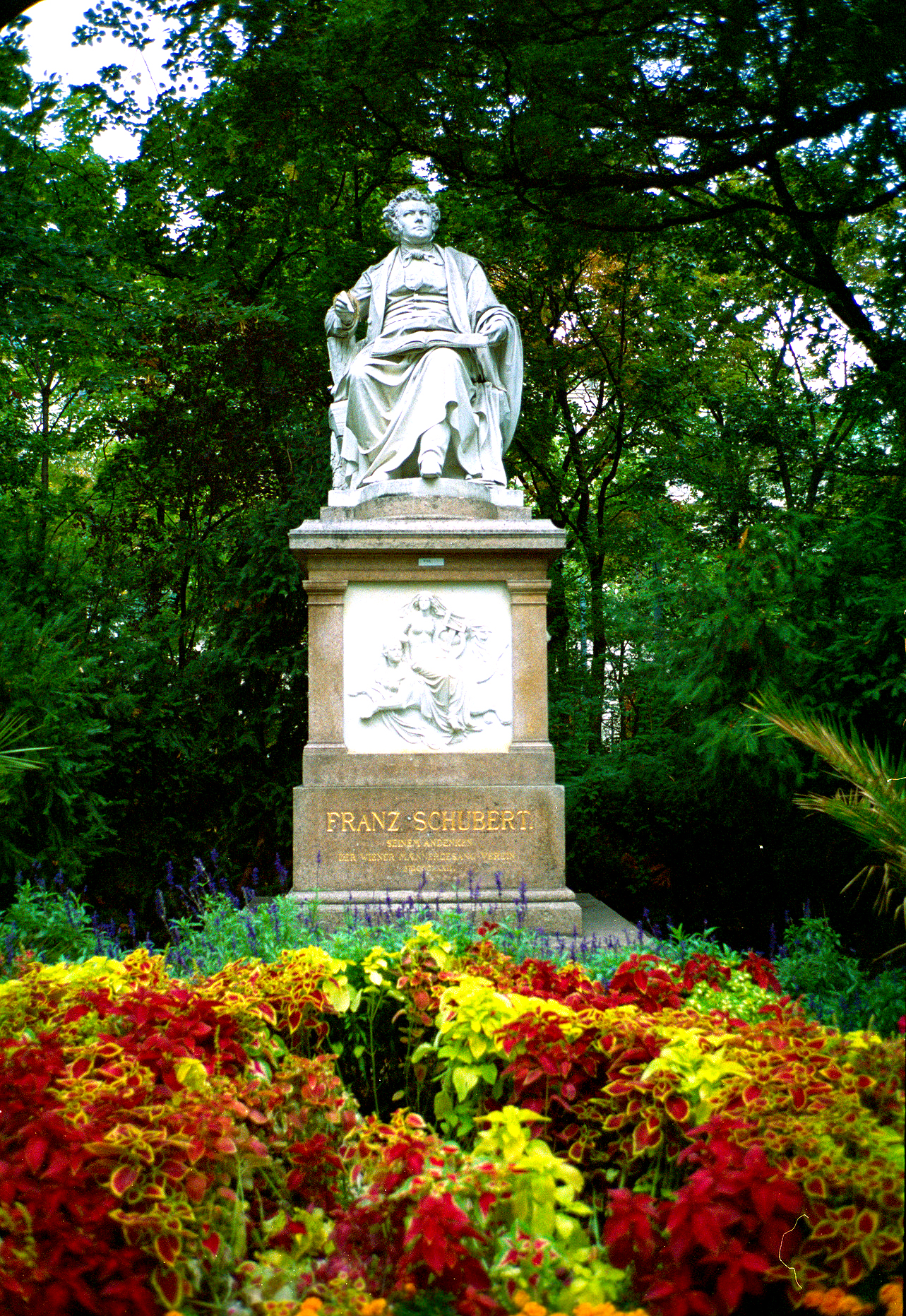
舒伯特
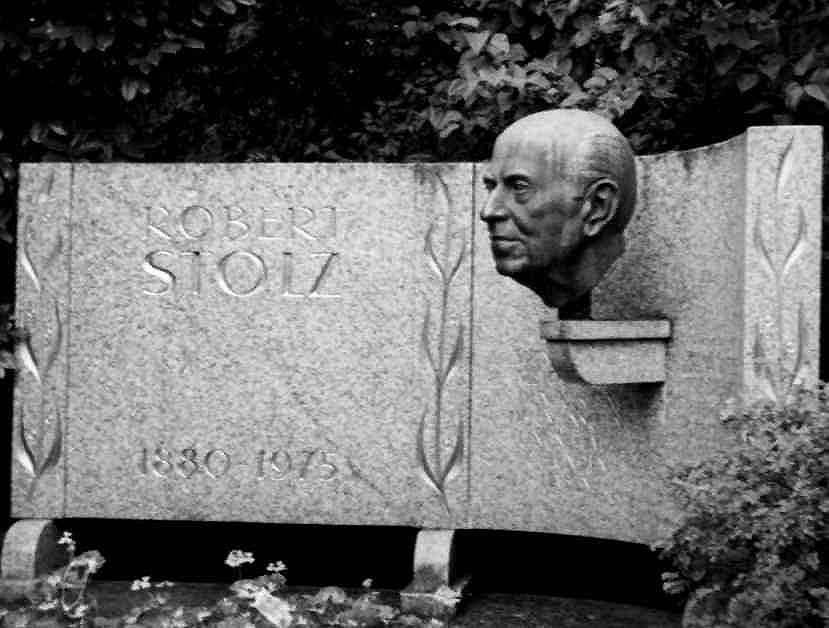
罗伯特·斯托尔兹
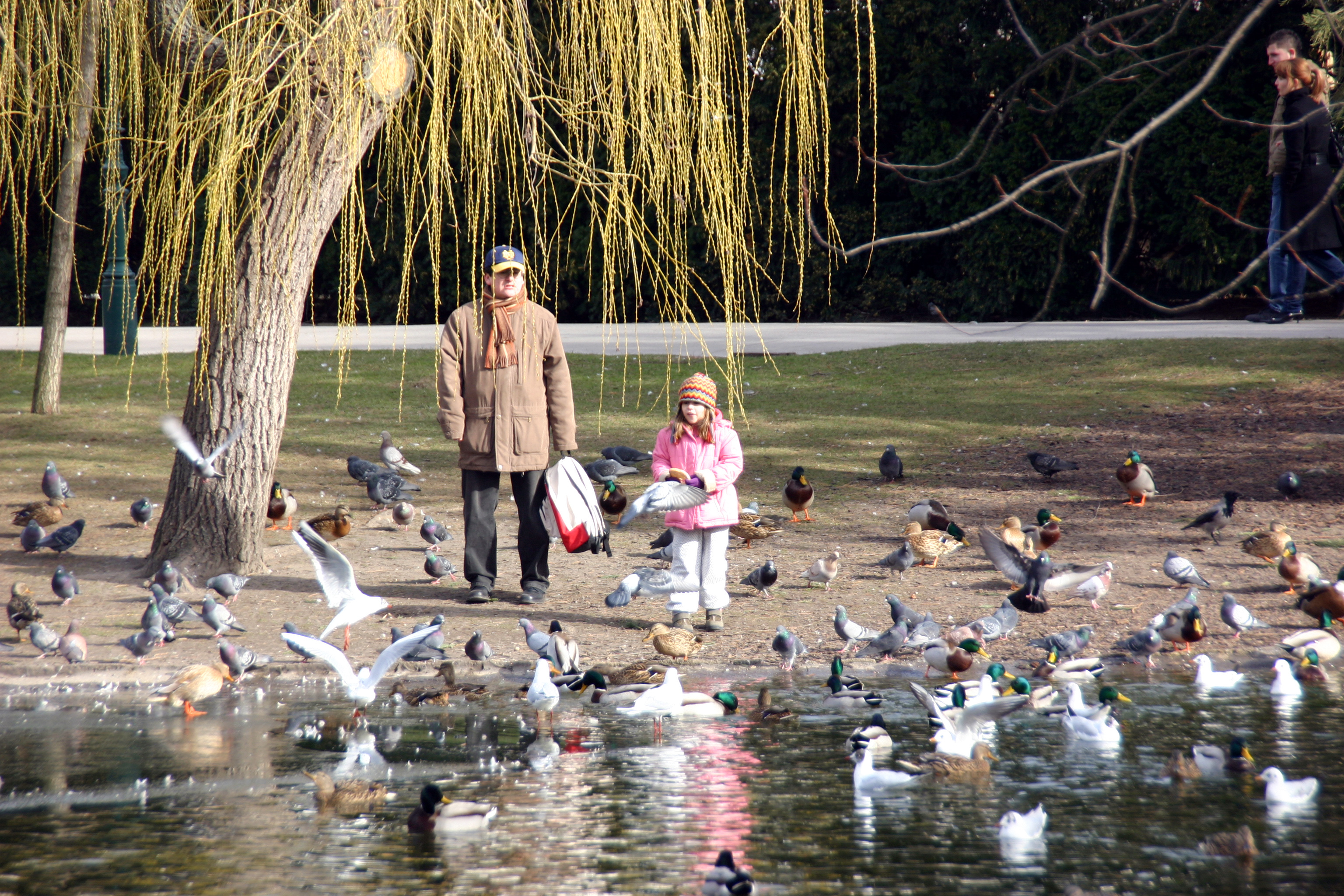
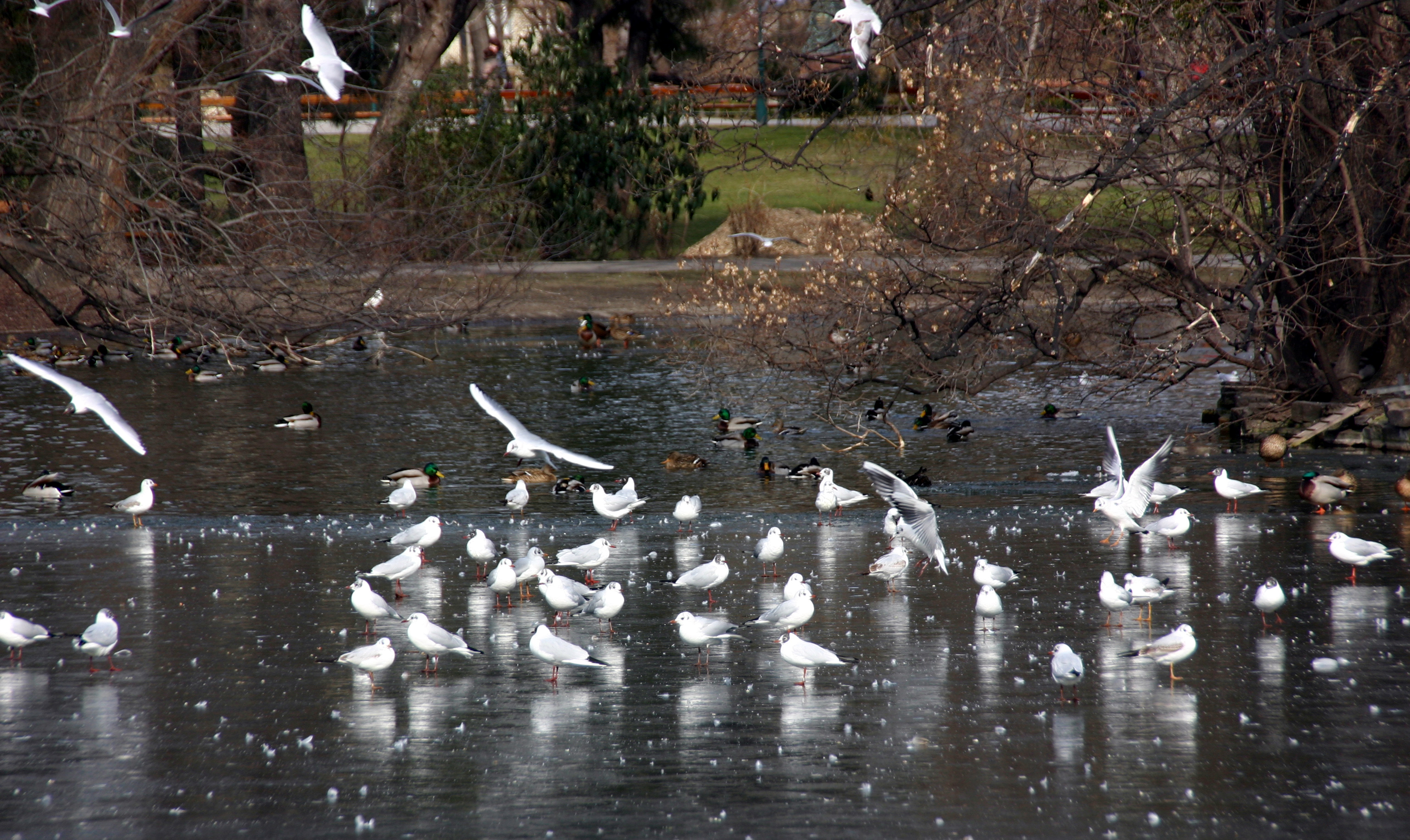

### 植物
公园内的植物种类丰富，种植广泛。公园内与戒指路接邻还有一条道路，减少了噪音和废气对公园的影响。有些划为自然保护区，包括银杏、皂荚、金字塔白杨等。